# La Tête et les Jambes (livre)
La Tête et les Jambes est un traité d'entraînement d'Henri Desgrange sous forme d'un recueil de lettres que l'auteur fait parvenir à son élève cycliste. Paru en février 1895, il sera réédité plusieurs fois jusque dans les années 1930.

## Résumé
Henri, un jeune homme de quinze ans vient trouver Henri Desgrange, Il veut devenir coureur cycliste. Desgrange l’en dissuade. Le garçon insiste, et obtient de l'auteur qu'il le prenne sous son aile. 
Dès lors, Henri Desgrange distille ses conseils issus de sa propre expérience de coureur tout au long de la carrière de l'apprenti. La correspondance traite des nombreux aspects de la vie de coureur cycliste, qu’il s'agisse d’entraînement, de santé, de mental, d’hygiène de vie ou encore de stratégie lors des compétitions. Il s'attache surtout, tout au long de l'œuvre, et comme le titre le suggère, d'employer l'intelligence autant que le corps dans ce sport où les aptitudes physiques semblent prédominantes.

## Contexte
Bien que principalement connu pour avoir fondé L'Auto et dirigé le Tour de France, Henri Desgrange est à l'époque de l'écriture de La Tête et les Jambes, un champion cycliste reconnu puisqu’il a établi la première marque du record du monde de l'heure l'année précédant la rédaction.
Le livre connaît un succès immédiat. L'ascension de l'auteur dans les milieux médiatiques, dirigeants et industriels du cyclisme au début du 20e siècle, puis son rôle de patron du Tour contribue aux sept rééditions successives jusqu’en 1930. L'abandon déjà bien entamé des épreuves de piste dont il est question dans le livre au profit des courses de cyclisme sur route, devenues très populaires, et les avancées scientifiques démodent le livre qui tombe dans l'oubli.